# 冰島丙組足球聯賽
冰島足球丙組聯賽(3. deild karla) (E. Men's Third Division) 是由冰島足球協會舉辦的職業足球聯賽，是冰島聯賽系統中第四等級的聯賽，於1982年舉辦首屆賽事。2013年賽季由10支球隊幾雙循環形式對賽。